# Ménimur
Ménimur est un quartier de la ville de Vannes comptant 6 048 habitants lors du recensement 1999. Situé au nord-ouest du centre-ville, le quartier de Ménimur, est avec celui de Kercado, un des deux quartiers prioritaires de Vannes.
Ménimur accueille une population plutôt modeste, avec une part importante de logements sociaux. Cependant, le quartier dispose de plusieurs équipements de proximité comme des écoles, des commerces et des infrastructures sportives.

## Vie de quartier

### Équipements sociaux
Le centre socio-culturel Henri Matisse, géré par la ville de Vannes

### Culture
Bibliothèque de quartier

### Parcs et jardins
- Parc de Kérisac avec ses jeux pour enfants, ses terrains de football et son jeu de boules
- Parc de Kermesquel avec sa cascade, son coin pique nique et son vélodrome
- le parc à cordes qui se trouve à côté de la résidence de kerizac (rue mathurin méheut)
- Le parc Maytre se trouvant pas loin de l'allée des Bégonias (allée des Bégonias)

### Médias
- Journal de Quartier : Résonances[2]

## Enseignement
- Primaire

Jean Moulin (école primaire publique) Françoise d'Amboise (école primaire privée)
- Collège

Antoine de Saint Exupéry (collège public) Notre Dame Le Menimur (collège et lycée privé)
- Lycée

Charles de Gaulle (lycée public)

## Bâtiments administratifs
- Mairie annexe de Ménimur

## Équipements sportifs
- École de football (AS.MENIMUR, VANNES A.S.T.O).
- Piscine Vanocea avec bassin sportif et bassin ludique, pataugoire, toboggan, plongeoir et bassins à remous

## Lieux de culte
- Lieu de culte musulman
- Église catholique